# 25606 Chiangshenghao
25606 Chiangshenghao è un asteroide della fascia principale. Scoperto nel 2000, presenta un'orbita caratterizzata da un semiasse maggiore pari a 2,3347422 UA e da un'eccentricità di 0,0882708, inclinata di 7,90223° rispetto all'eclittica.